# A noua planetă
Pluto a fost considerată ca fiind cea de-a noua planetă a Sistemului Solar. Aceasta și-a pierdut statutul de planetă, fiind acum considerată o planetă pitică.
A noua planetă (poreclită „Planeta Phattie”) este o ipotetică planetă gigantă cu o masă de aproximativ 10 ori mai mare ca cea a Pământului, aflată la marginea Sistemului Solar. Ea ar fi fost reperată într-un mod indirect. Existența planetei ar explica configurarea orbitală neobișnuită a unui grup de obiecte transneptuniene (OTN). La 20 ianuarie 2016, cercetătorii Konstantin Batygin și Michael E. Brown de la Institutul de Tehnologie din California au anunțat că există dovezi suplimentare indirecte privind existența unei a noua planete dincolo de orbita planetei Neptun. Aceasta ar orbita în jurul Soarelui între 10.000 și 20.000 de ani. Conform studiului publicat în Astronomical Journal, „Planeta Nouă” ar avea o masă de aproximativ 10 ori mai mare decât Terra și s-ar afla la minim 200 UA.
Planeta gigantă a fost detectată indirect după ce cercetătorii au observat cum 13 obiecte transneptuniene din Centura Kuiper se mișcă împreună ca și cum ar fi influențate de gravitația unui corp ceresc uriaș.

## Context
În 2014 revista Nature a publicat primele elemente ale posibilei existențe a unei a noua planete. Într-adevăr astronomi de la Carnegie Institution of Science, din Pasadena, și de la Observatorul Gemini, din Hawaii, au afirmat că perturbarea orbitelor unor obiecte din Centura Kuiper ar putea fi cauzată de o planetă masivă, ascunsă în „cotloanele” Sistemului Solar. O baterie de simulări conduse de astronomi de la Caltech, între care Michael E. Brown (inițial realizate pentru a infirma această teorie) a permis să se conchidă că o a noua planetă ar putea să se găsească, într-adevăr, dincolo de Pluto. Michael E. Brown o descrie ca fiind un „perturbator masiv” al obiectelor din Centura Kuiper, și postulează că dacă rezultatele actuale sunt corecte, această a noua planetă ar fi putut să se formeze în nucleul unei gigante gazoase, și să fie proiectată la marginile Sistemului Solar.
Se estimează că cea de-a noua planetă este similară în mărime și compoziție cu planeta Neptun, și poate fi cea de-a cincea planetă gazoasă formată după Modelul de la Nisa.

## Observare
Planeta a noua nu a fost încă observată, dar ar putea fi reperată de telescopul Subaru de la Observatoarele Mauna Kea, dacă există.
Telescopul spațial James Webb, succesor al lui Hubble, a cărui punere în serviciu este prevăzută în anul 2018 va avea capacitățile tehnice de a furniza imagini ale unei planete atât de îndepărtate, însă ele se vor limita la câțiva pixeli.
Dacă existența acestei planete este dovedită, survolul său de către o sondă spațială n-ar putea să se facă mai curând de mai multe decenii sau chiar de câteva secole cu tehnologia actuală. Astfel dacă telescopul James-Webb i-ar confirma existența și orbita și dacă s-ar decide îndată trimiterea unei sonde spațiale, cu un timp de pregătire al unei asemenea misiuni de cel puțin 10 ani, lansarea sondei ar interveni cel mai curând în 2028. Dacă sonda ar putea atinge viteza maximă atinsă de Voyager 1, adică 17 km/s, și dacă traiectoria va fi cea mai scurtă, adică dacă Planeta a Noua va fi cel mai aproape de Soare, la periheliu, sondei i-ar trebui 57 de ani pentru a parcurge distanța de 30 de miliarde de kilometri care o separă de Terra, pentru un survol în 2085. Însă dacă planeta a cărei revoluție este între 10.000 și 20.000 de ani, este la punctul său cel mai îndepărtat de Soare, la afeliu, sonda nu va putea să o survoleze decât după 343 de ani.

## Caracteristici olbitale
Perioada sa de revoluție ar fi cuprinsă între zece mii și douăzeci de mii de ani, planeta fiind situată între 30 și 180 de miliarde de kilometri de Soare, cu alte cuvinte de 6 până la 40 de ori mai departe decât cea mai îndepărtată planetă cunoscută, până acum (2016), din Sistemul Solar, Neptun, sau chiar decât planeta pitică, Pluto.
Dar contrar termenului folosit de mai multe media, planeta nu se află la „marginile” Sistemului Solar. Acesta se întinde, într-adevăr, pe toată zona unde Soarele își exercită o forță gravitațională, adică până la o depărtare de circa un an-lumină sau 9.460.000.000.000 de kilometri.
Are o excentricitate orbitală estimată de 0,6, iar semiaxa majoră are circa 700 UA.

## Caracteristici fizice
Masa planetei ar fi de circa zece ori masa Pământului, cu un diametru între două și patru ori mai mare decât cel al planetei noastre, cu o talie intermediară între Terra și Neptun.
Planeta ar fi probabil gazoasă. Diferite studii științifice au conchis că pentru ca o planetă să fie telurică, diametrul său nu ar putea să depășească de două ori diametrul Pământului. Prin urmare cu o masă de zece ori mai importantă și cu un diametru de două până la patru ori superior celui al Pământului, este puțin probabil ca Planeta a Noua să fie telurică.

## Îndoieli și repuneri în chestiune
Deși dacă modelul predictiv care a condus la formularea ipotezei celei de-a noua planete este credibil, așteptând o confirmare prin observație directă, perturbările studiate ar putea avea o altă cauză, fie că ar fi vorba despre mulțimea aștrilor neplanetari masivi, fie de un fenomen necunoscut până acum. În consecință, mai mulți astrofizicieni pun în gardă contra „ambalării mediatice” care a urmat publicării ipotezei celei de-a noua planete, care rămâne încă teoretică și nedemonstrată.
De altfel, într-un studiu care va apărea în cursul primului trimestru al anului 2016, Agnès Fienga, în cadrul Observatorului din Nisa și al IMCCE, de la Paris, emite serioase îndoieli asupra existenței celei de-a noua planete descrisă de Michael E. Brown și Konstantin Batygin. Potrivit cercetătoarei, rezultate contradictorii ar putea fi obținute pornind de la studiul orbitelor planetelor Saturn și Jupiter. Aceste date, furnizate de recentele analize ale sondei Cassini, ar arăta imposibiitatea găsirii unei planete masive la o distanță mai mică de 1.200 de Unități Astronomice, adică maximul a ceea ce au propus cercetătorii de la Caltech.
Ori ce ar fi, este admis prin acest studiu că orbitele corpurilor din Centura Kuiper s-au adunat într-o regiune și nu au decât 0,007 % șansa de a fi acolo prin întâmplare. Acest lucru nu înseamnă că aceasta este singura ipoteză; ar putea fi mai multe planete necunoscute, sau planeta ar fi putut fi ejectată de pe orbită. Însă teoriile obiectelor transneptuniene mai mici și mai numeroase care orbitează în locul Planetei 9 nu sunt conforme cu simularea de la Caltech și par improbabile dat fiind masa prea mică a Centurii Kuiper.